# Policromía

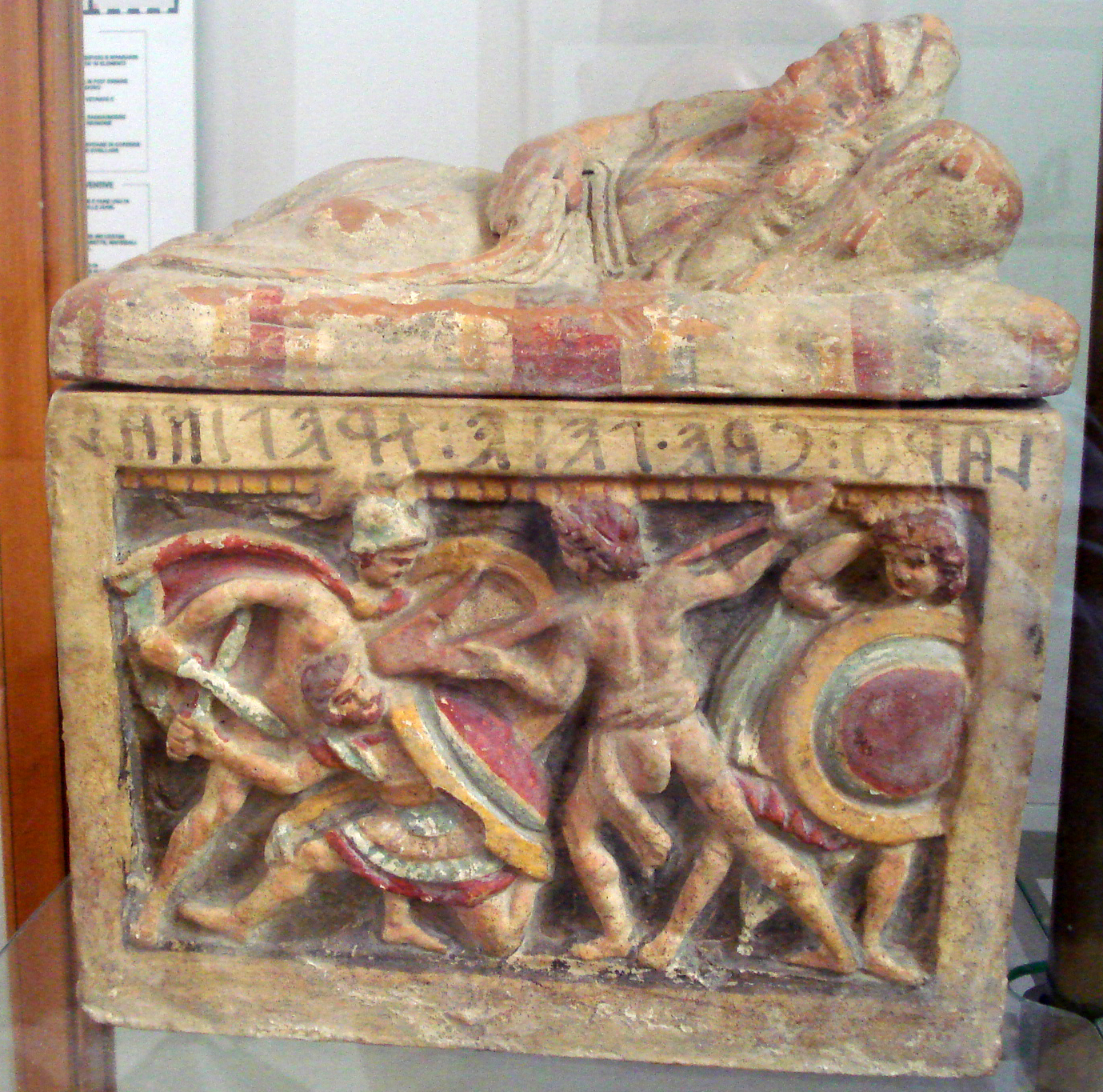
Urna cineraria etrusca con restos de policromía

La policromía es el arte de pintar o decorar con varios colores tanto las obras bidimensionales (pictóricas) como ciertas partes de obras tridimensionales (escultóricas o arquitectónicas). Lo opuesto es la monocromía (uso de un solo color). En las artes gráficas, tienen uso también los términos bicromía, tricromía o tetracromía, según el número de colores empleados.

## Edad Antigua
En la Antigüedad, los asirios y caldeos pintaron de brillantes colores sus estatuas y aparte de esto decoraban las paredes de sus edificios sea con azulejos, sea con pinturas murales de color vivo cuyo perfil quedaba dibujado por una raya gruesa negra o de color. Los egipcios cubrieron de pinturas jeroglíficas sus templos y palacios. 

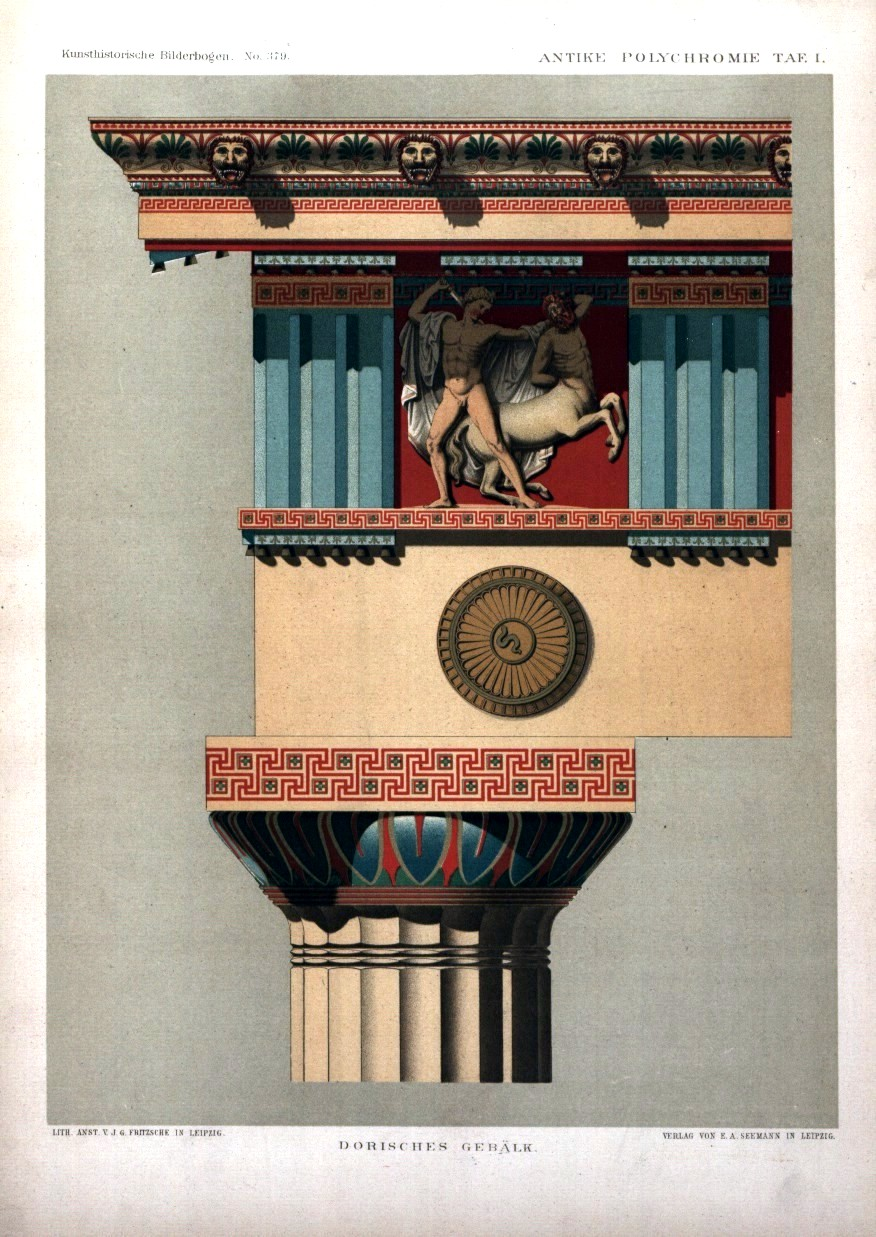
Reconstrucción de colores en el entablamento de un templo dórico.

Los griegos fueron asimismo maestros en policromar sus monumentos y lo mismo puede decirse de los antiguas culturas precolombinas.
Los descubrimientos hechos durante el siglo XIX han permitido cerciorarse de que los helenos cubrían con un sólido estuco, generalmente rojo, las gradinatas y el suelo de sus templos. Los capiteles y arquitrabes recibían un tono carmín; las cornisas eran azules, realzadas con adornos rojos, pardos, amarillos y verdes; el tímpano era azul; los canales tejas, acroteras, antefijas y todos los barros cocidos ofrecían brillantes colores, hábilmente armonizados. Los edificios civiles o profanos estaban decorados también con pinturas murales. 

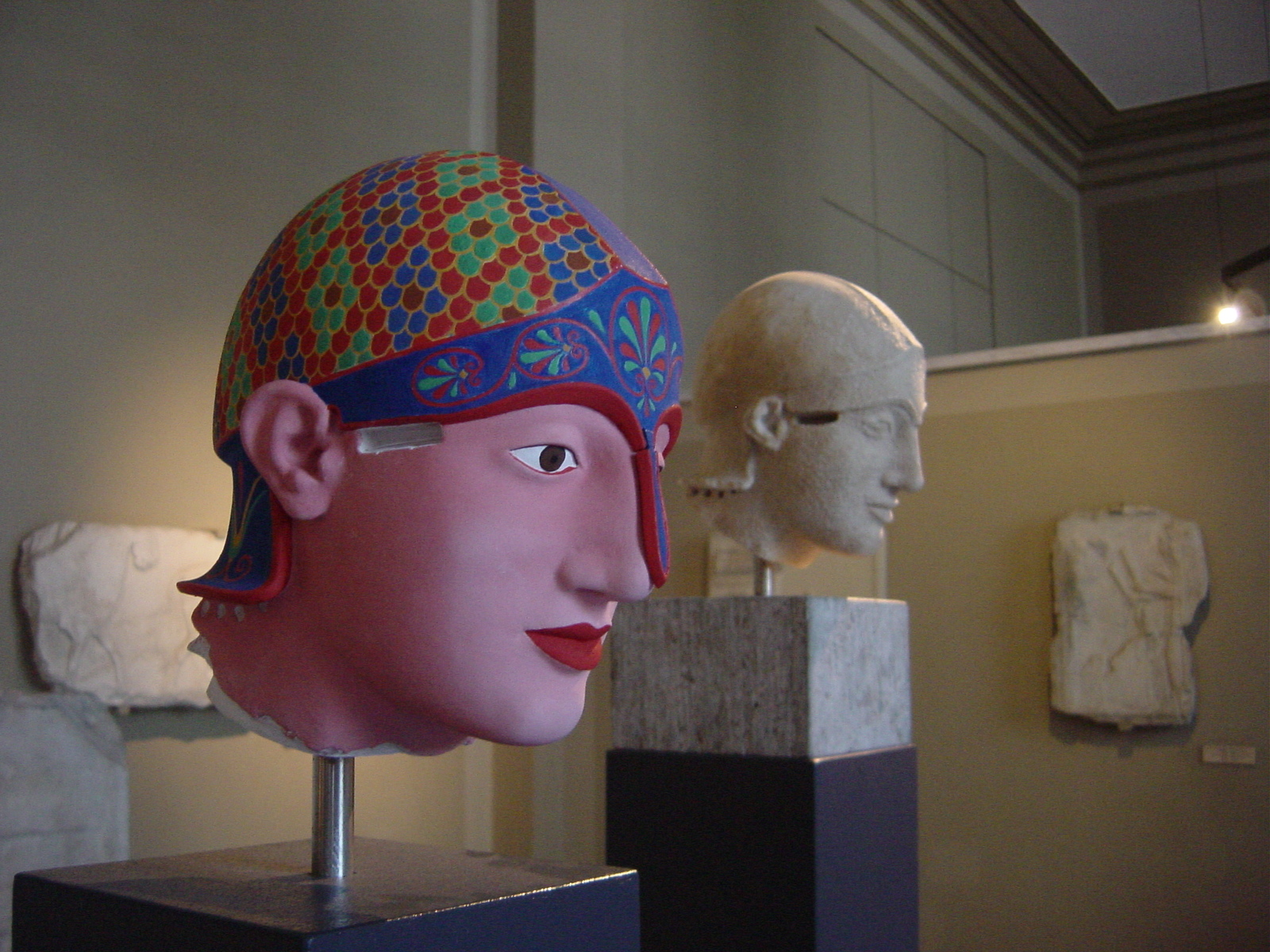
Reproducción de policromía sobre el frontón de Egina (s. V a. C.

Los romanos emplearon mucho las columnas monolitas de mármol de diversos matices y los mosaicos. Los bizantinos, herederos del arte helénico, continuaron la tradición y transmitieron la policromía a los árabes y a los pueblos de Occidente.

## Época románica

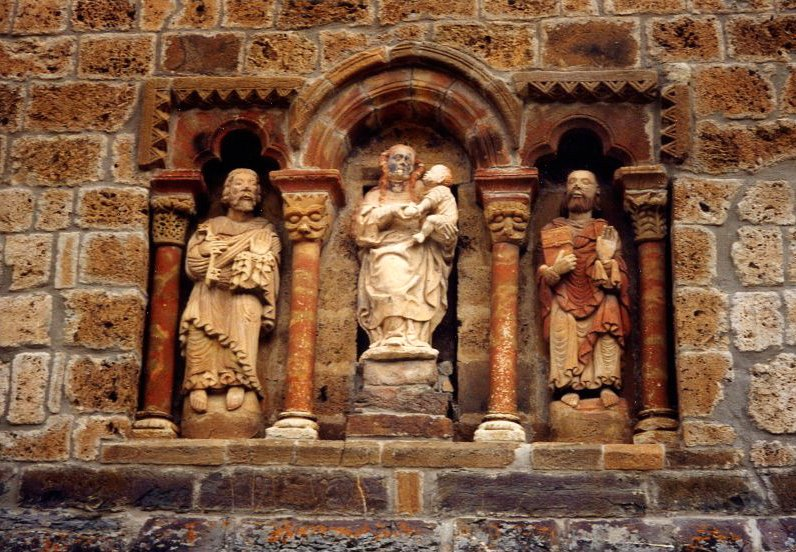
Estatuas con policromía en Santa María de Piasca, románico (Cantabria, España).

En el estilo románico y después en el gótico fue costumbre decorar con pinturas de tonos vivos y simples las capillas y estatuas generalmente sobre fondo rojo o azul. A veces, se pintaban de azul, con estrellas las bóvedas a cuyos efectos policrómicos contribuían por su parte las vidrieras de colores y dorados.

## Renacimiento
En el Renacimiento, se emplearon toda suerte de mármoles de colores, mosaicos y frescos, haciendo lo mismo la arquitectura contemporánea.